# Guy Cudell
Guy Cudell (Woluwe-Saint-Pierre, 12 février 1917 - 16 mai 1999) est un homme politique belge.

## Biographie
Guy Cudell, naît le 12 février 1917, à Woluwe-Saint-Pierre, dans une famille bourgeoise, issue d’une famille du sud-ouest de la France, protestante et émigrée en Belgique. Il perd à 16 ans, sa mère, alors qu’il poursuit ses études secondaires au collège Saint-Michel.
Guy Cudell s’engage dans les Faucons rouges, puis le mouvement des Jeunes gardes socialistes (JGS). En 1937, il présente et réussit le jury central. C’est à cette époque qu’il rencontre Marthe Vandenbergh qu'il épouse en 1939. Féministe, il ira travailler, pendant que son épouse accomplira des études universitaires. Le couple aura trois enfants.
Il est journaliste pour le quotidien syndicaliste socialiste bruxellois Le Peuple, ce qui aura une incidence sur son engagement politique, dès 1946.

## Carrière politique
Guy Cudell est surtout connu en Belgique pour avoir été un bourgmestre socialiste de la plus petite (1,13 km2), de la plus allochtone (3/4 de la population y serait issue d'au moins un grand-parent né hors de Belgique, le plus souvent au Maroc ou en Turquie) et de la plus pauvre (trois habitants sur cinq ont des revenus au-dessous du seuil imposable) des communes du royaume, Saint-Josse-ten-Noode, durant 46 ans, de 1953 à sa mort.
Il est élu pour la première fois au conseil communal de Saint-Josse après les élections de 1947, devenant aussitôt échevin de l'enseignement, pour succéder en janvier 1953 au bourgmestre PSC André Saint-Rémy. Après son décès en fonctions en 1999, son successeur fut Jean Demannez, échevin et député régional, également membre du Parti socialiste.
Guy Cudell est aussi à plusieurs reprises élu à la Chambre des représentants, et même secrétaire d'État aux affaires bruxelloises dans d'éphémères gouvernements nationaux, celui d'Edmond Leburton en 1973-1974, et deux de Wilfried Martens (Martens I, 3 avril 1979 - 16 janvier 1980, et Martens II, 23 janvier 1980 - 9 avril 1980).

### Engagement politique

#### Urbanisme
Durant son mandat, Cudell a été reconnu pour son engagement envers le développement urbain et social, en mettant en œuvre des politiques clés pour améliorer la qualité de vie dans la commune densément peuplée de Saint-Josse. Il a notamment initié des politiques proactives en matière de logement social pour répondre à la forte demande. Ces politiques ont inclus la rénovation de bâtiments existants et la construction de nouveaux logements sociaux, garantissant ainsi des standards de vie plus élevés. Ces mesures ont contribué à stabiliser les prix de l'immobilier et ont fourni des logements de qualité aux populations défavorisées.
Sous sa direction, les infrastructures de Saint-Josse ont été considérablement améliorées. Les écoles de la commune ont été rénovées et agrandies, des parcs et installations sportives ont été modernisés, jouant ainsi un rôle crucial dans l'amélioration de la qualité de vie des résidents.
Il a également joué un rôle dans le réseau des transports et communication bruxellois, ce qui a favorisé l’accroissement des contacts entre les gens et les échanges. Il est le précurseur de la promotion des transports en commun et deviendra même président de la S.T.I.B,

#### Développement en matière scolaire
Sous la direction de Cudell, de nombreuses écoles ont été modernisées et agrandies pour répondre aux exigences actuelles. Les travaux ont inclus la mise à jour des équipements de sécurité, l'agrandissement des espaces pour les activités sportives et culturelles, et la modernisation des infrastructures informatiques. Il a également promu l'égalité des chances dans l'éducation, en mettant en œuvre des programmes d'assistance scolaire et des aides aux devoirs pour les élèves défavorisés.
Guy Cudell, ancien bourgmestre de Saint-Josse, a fait fermer l'école communale des Tournesols, située rue Saint-François, en 1996. Cette décision a été prise en raison de l'état vétuste des bâtiments et des coûts élevés nécessaires pour leur rénovation. Cependant, une partie de l'école est restée en activité avec trois classes de prégardiennat. Grâce à une amélioration des finances communales, la commune a pu envisager la réouverture et la réhabilitation de l'école, projet qui a été poursuivi par son successeur, Jean Demannez.
Il a également saisi l'idée d'instaurer un conseil communal pour enfants dans sa commune. Il s'est montré très favorable à cette initiative, annonçant qu'il organiserait un conseil pour enfants au printemps. Son enthousiasme pour ce projet montre son engagement à inclure les jeunes dans les processus décisionnels communaux et à promouvoir l'éducation civique parmi les enfants de sa commune.

#### Diversité culturelle
Conscient de la diversité culturelle de sa commune, Cudell a encouragé l'intégration des communautés immigrées à travers le dialogue et des initiatives culturelles. Ces actions ont favorisé une meilleure compréhension mutuelle entre les différentes communautés et ont renforcé le tissu social de la commune.Il a exprimé son appréciation pour l'initiative de créer le théâtre « Le Public »  dans un quartier défavorisé de sa commune. Il considère que l'ouverture de ce théâtre est une excellente chose pour le quartier et qu'elle représente un gage d'espoir.
En tant que député, Cudell a milité pour une meilleure intégration des communautés immigrées et la promotion de la diversité culturelle. Il a soutenu des politiques encourageant le dialogue interculturel et l'éducation multiculturelle, ainsi que le financement de programmes destinés à faciliter l'intégration sociale et économique des immigrants en Belgique.

#### Enjeux environnementaux[4]
En réponse aux enjeux environnementaux, Cudell a promu le développement durable, notamment par l'augmentation des espaces verts et la mise en place de mesures pour réduire la pollution.

### Pilier socialiste de Saint-Josse
Guy Cudell, en tant que bourgmestre de Saint-Josse, a joué un rôle notable au sein du Parti Socialiste (PS) dans la gestion locale bruxelloise. Pendant des décennies, il a dirigé fermement la section locale du PS, apportant stabilité et continuité à la commune de Saint-Josse. Sa longue carrière et son influence ont laissé un héritage significatif, et après son décès en mai 1999, Jean Demannez a repris les rênes de la commune. Sous la direction de Cudell, Saint-Josse a maintenu une orientation socialiste forte, contribuant à la représentation du PS dans les communes populaires de Bruxelles.

### Répression de la Prostitution à Schaerbeek
Guy Cudell, en tant que bourgmestre de Saint-Josse, a demandé à sa police de mener une descente dans le quartier Nord pour dresser des procès-verbaux contre les prostituées pour « tenues indécentes ». Cette action a provoqué une réaction des prostituées, qui, choquées par cette méthode, ont sollicité l'aide de l’avocat Graindorge pour les défendre. Cette initiative a également conduit à une réunion entre le parquet et les commissaires de Saint-Josse, Schaerbeek et Bruxelles-ville pour définir un code de conduite pour la gestion de la prostitution dans ce quartier,

### Activisme et internationalisme
Guy Cudell, en sa qualité de bourgmestre de Saint-Josse-ten-Noode, a marqué son époque par un engagement envers le reste du monde, manifesté à travers plusieurs actions significatives durant des périodes de conflits politiques majeurs.

#### Soutien aux Algériens pendant la guerre d'Algérie
Guy Cudell, bourgmestre de Saint-Josse, a joué un rôle significatif en soutenant les Algériens pendant la guerre d'indépendance. Sous sa direction, des centaines d'Algériens ont transité par sa commune où ils ont reçu des papiers, qu'ils soient vrais ou faux. Il a également permis l'organisation de réunions importantes, notamment au Centre Rogier en 1962, où Jean-Paul Sartre s'est adressé à une foule nombreuse. Son soutien logistique et administratif a été crucial pour les militants algériens et leurs sympathisants en Belgique.

#### Aide aux déserteurs français
Guy Cudell a également pris position contre la guerre d'Algérie en apportant son soutien aux déserteurs de l'armée française, qui refusaient de servir dans un conflit qu'ils jugeaient injuste. En leur fournissant des papiers d'identité, il leur a permis d'éviter les poursuites judiciaires et la répression en France, soulignant ainsi son opposition à la guerre et son engagement en faveur de la paix.

#### Protection de Daniel Bensaïd
En 1968, dans le contexte agité suivant les événements de Mai 68 en France, Daniel Bensaïd, figure importante du mouvement étudiant français, se trouvait en situation de vulnérabilité après une conférence à Bruxelles. Guy Cudell a joué un rôle crucial dans l'organisation de son retour sécurisé en France, démontrant son soutien aux mouvements étudiants et à la jeunesse engagée politiquement,

## Enlèvement
Son enlèvement datant du 24 juin 1984 par René Busschot, qui réclamait une rançon de 40 millions de francs belges (un million d’euros), est un événement marquant de sa carrière. Cudell parvient à s'échapper dans des circonstances rocambolesques. Cet événement, bien qu'étant une épreuve personnelle difficile, a contribué à forger l'image publique de Cudell en tant que leader non seulement capable en politique mais aussi exceptionnellement courageux face au danger.

### Contexte
En 1984, Guy Cudell, alors figure politique notable en Belgique, a été enlevé par René Busschot. Cet acte criminel avait un motif financier clair, puisque Busschot réclamait une rançon de 40 millions de francs belges, une somme considérable à l'époque. Cet enlèvement a été un choc non seulement pour sa famille et ses proches mais également pour la communauté politique et les citoyens qu’il représentait.

### Déroulement
L'enlèvement s'est produit dans des circonstances qui n'ont pas été largement divulguées, plaçant Cudell dans une situation périlleuse et potentiellement mortelle. René Busschot, connu dans les médias pour cet acte, avait planifié cet enlèvement, ce qui suppose une certaine préparation et détermination. Cependant, les détails spécifiques de la capture et de la détention de Cudell restent peu clairs. Il se fait enlever rue Kinderman à Bruxelles.

### Evasion
L'aspect le plus remarquable de cet événement est la manière dont Guy Cudell a réussi à s'échapper. Son évasion fut rocambolesque, impliquant probablement une combinaison de ruse, de courage et de chance. Les circonstances exactes de son évasion ne sont pas entièrement documentées : Guy Cudell aurait réussi à se défaire des menottes qui l'attachaient à un radiateur, prenant ensuite la fuite  de la villa des environs de Marche-en-Famenne,
Le ravisseur avouera son forfait et écopera de trois ans avec sursis.

### Conséquences et impact
L'évasion spectaculaire de Cudell de cette situation périlleuse a ajouté à sa réputation de résilience et de bravoure. Cet incident a non seulement renforcé sa légende personnelle mais a également accru sa stature dans l'opinion publique, où il était déjà respecté pour son engagement politique et social. Après l'incident, la sécurité autour des figures politiques en Belgique a probablement été réévaluée et renforcée pour prévenir de telles occurrences à l'avenir.

### Témoignage de Guy Cudell
Guy Cudell témoigne de son enlèvement lors de l’événement de la mystérieuse disparition de Paul Vanden Boeynants : "C'est épouvantable, abominable. Je pense beaucoup à lui et je ne peux m'empêcher de passer et repasser encore le film de mon propre enlèvement (en juin 84), les 48 heures les plus éprouvantes de ma vie. L'angoisse absolue. Indépendamment de toute considération politique, V.D.B. est un vieil ami: je l'ai connu adolescent au collège et depuis nous sommes restés complices."

## Mort
Atteint d'un cancer, il est hospitalisé et meurt le 16 mai 1999.

## Hommages à Guy Cudell
Guy Cudell, figure emblématique de la politique belge et bourgmestre de longue date de Saint-Josse-ten-Noode, a laissé un héritage durable qui continue d'être célébré à travers divers hommages significatifs.

### Documentaire «Le bourgmestre a dit»
En 1996, le documentaire "Le bourgmestre a dit", réalisé par Marie-Hélène Massin, a été diffusé. Ce film explore la vie et la carrière de Guy Cudell, offrant un aperçu de son dévouement en tant que bourgmestre et de son impact sur la communauté. À travers des interviews et des images d'archives, le documentaire présente une narration vivante de son approche du service public et de la gouvernance, capturant l'essence de son engagement envers la commune de Saint-Josse-ten-Noode,.

### Géant à l’effigie de Guy Cudell
En 1993, un géant à l'effigie de Guy Cudell a été inauguré, une tradition belge de parades où des figures gigantesques représentent des personnages significatifs de la localité. Ce géant symbolise non seulement son statut emblématique mais aussi l'affection et le respect de la communauté pour son ancien bourgmestre, rendant hommage à sa stature légendaire dans la culture locale.

### Place «Guy Cudell»
La place Guy Cudell, située au carrefour des rues de la Pacification, de l’Artichaut, de Spa, et des Guildes à Saint-Josse-ten-Noode, porte son nom en hommage à ses contributions importantes. Cette place publique sert de point de rencontre pour les habitants, ancrant sa mémoire dans l'espace urbain de la commune qu'il a tant servie.

### Lycée «Guy Cudell»
Un lycée local porte également le nom de Guy Cudell, reconnaissant son engagement en faveur de l'amélioration des opportunités éducatives pour les jeunes de la commune. Cette institution éducative perpétue son héritage en inspirant les étudiants à poursuivre des valeurs de service public et de leadership, reflétant son dévouement à l'éducation et à la jeunesse.